# Guy Harrison-Murray
Guy Harrison-Murray (nascido em 17 de abril de 1997) é um nadador paralímpico australiano. Competiu representando Austrália em quatro provas da natação nos Jogos Paralímpicos de Verão de 2016, realizados no Rio de Janeiro, Brasil. Obteve o bronze no Mundial de Natação Paralímpica de 2015, em Glasgow, Escócia, no revezamento 4x100 metros livre (34 pontos).
Começou na natação aos três anos.
É classificado como nadador S10.
Guy representou Austrália pela primeira vez em 2014 no Campeonato Pan-Pacífico de Natação.
Foi integrante de uma equipe que venceu o Rottnest Channel Swim na categoria de equipe mista, em fevereiro de 2014.
É treinado por Jan Cameron desde 2015 na Universidade de Sunshine Coast. Antes, foi treinado por Ian Mills no Clube de Natação da cidade de Perth.